# 比特里 (瓦兹省)
比特里（法語：Bitry，法語發音：[bitʁi]）是法国瓦兹省的一个市镇，属于贡比涅区。

## 地理
比特里（49°24'48"N, 3°4'37"E）面积6.61 平方千米，位于法国上法蘭西大區瓦兹省，该省份为法国北部内陆省份，北起索姆省，西接厄尔省和滨海塞纳省，南至塞纳-马恩省和瓦兹河谷省，东临埃纳省。
与比特里接壤的市镇（或旧市镇、城区）包括：蒙蒂尼朗格兰、埃纳河畔维克、阿蒂希、库尔雪、若尔济、穆兰苏图旺、圣皮埃尔莱比特里。

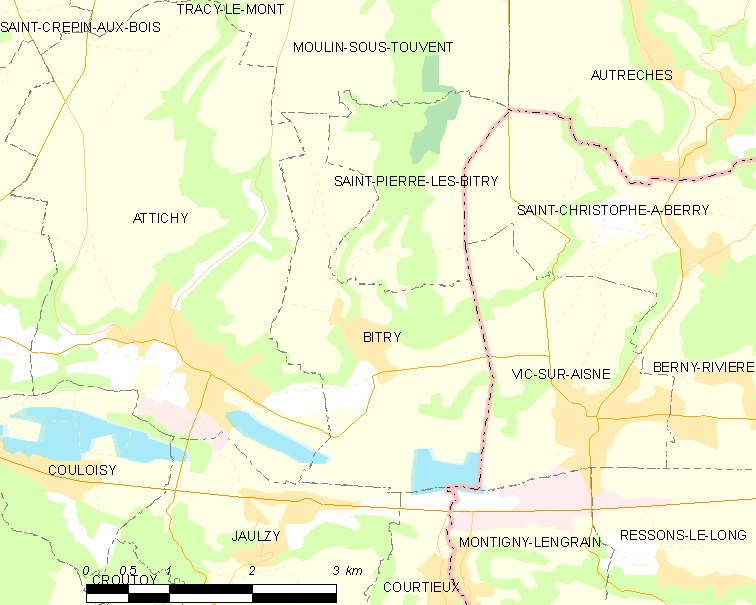
的OSM定位图

比特里的时区为UTC+01:00、UTC+02:00（夏令时）。

## 行政
比特里的邮政编码为60350，INSEE市镇编码为60072。

## 政治
比特里所属的省级选区为贡比涅第一县。

## 人口

1962-2008年间人口变化图示

比特里于2022年1月1日时的人口数量为309人。